# Єспер Юельсгор
Єспер Юельсгор (дан. Jesper Juelsgård, нар. 26 січня 1989, Данія) — данський футболіст, захисник клубу «Фредеричія».
Виступав, зокрема, за клуби «Мідтьюлланд» та «Орхус», а також національну збірну Данії.

## Клубна кар'єра
Народився 26 січня 1989 року в місті Данія. Вихованець клубу «Мідтьюлланд». Для отримання ігрової практики 2008 року був відданий в оренду до клубу другого дивізіону «Сківе». Після повернення в «Мідтюлланн» він дебютував за рідну команду проти «Орхуса» (1:2) 2 листопада 2008 року, де був замінений на 77-й хвилині на Кіма Крістенсена. Йому вдалося швидко стати основним гравцем команди на наступні роки, і він провів загалом 144 матчі в чемпіонаті за клуб. Він також став гравцем 2011 року в клубі.
7 липня 2014 року Юельсгорд підписав трирічний контракт із клубом французької Ліги 1 «Евіан». За підсумками сезону 2014/15 клуб вилетів з вищого дивізіону, незабаром після чого данець покинув команду і 28 серпня 2015 року підписав чотирирічний контракт із «Брондбю».
Влітку 2016 року Юельсгор перейшов у «Орхус» і відіграв за команду з Орхуса наступні шість сезонів своєї ігрової кар'єри, а протягом 2022 року захищав кольори ісландського клубу «Валюр».
12 січня 2023 року Юельсгор підписав контракт із клубом другого данського дивізіону «Фредерісія» до червня 2024 року.

## Виступи за збірні
2006 року дебютував у складі юнацької збірної Данії (U-16), загалом на юнацькому рівні взяв участь у 14 іграх, відзначившись одним забитим голом.
2011 року залучався до складу молодіжної збірної Данії, з якою був учасником домашнього молодіжного чемпіонату Європи 2011 року, де зіграв у одному матчі, а данці не вийшли з групи. Всього на молодіжному рівні зіграв у 10 офіційних матчах.
15 серпня 2012 року дебютував в офіційних іграх у складі національної збірної Данії  в товариському матчі проти Словаччини (1:3). Він провів ще один матч за збірну через два роки проти Англії (0:1), де він відіграв увесь матч, який останнім для гравця.